# Trifolium fragiferum
El trébol fresa o trébol frutilla (Trifolium fragiferum) es una especie de la familia de las fabáceas.

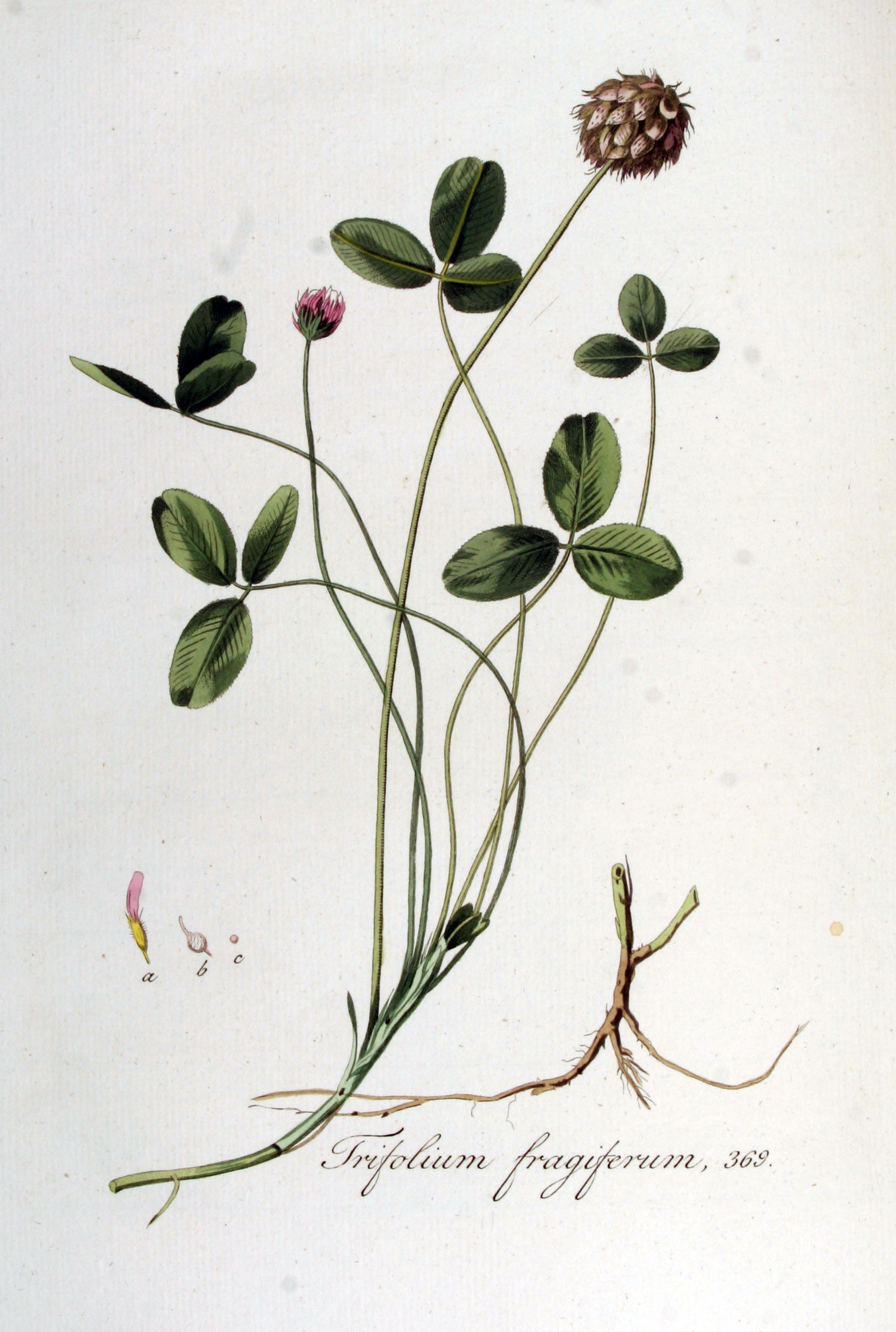
Ilustración

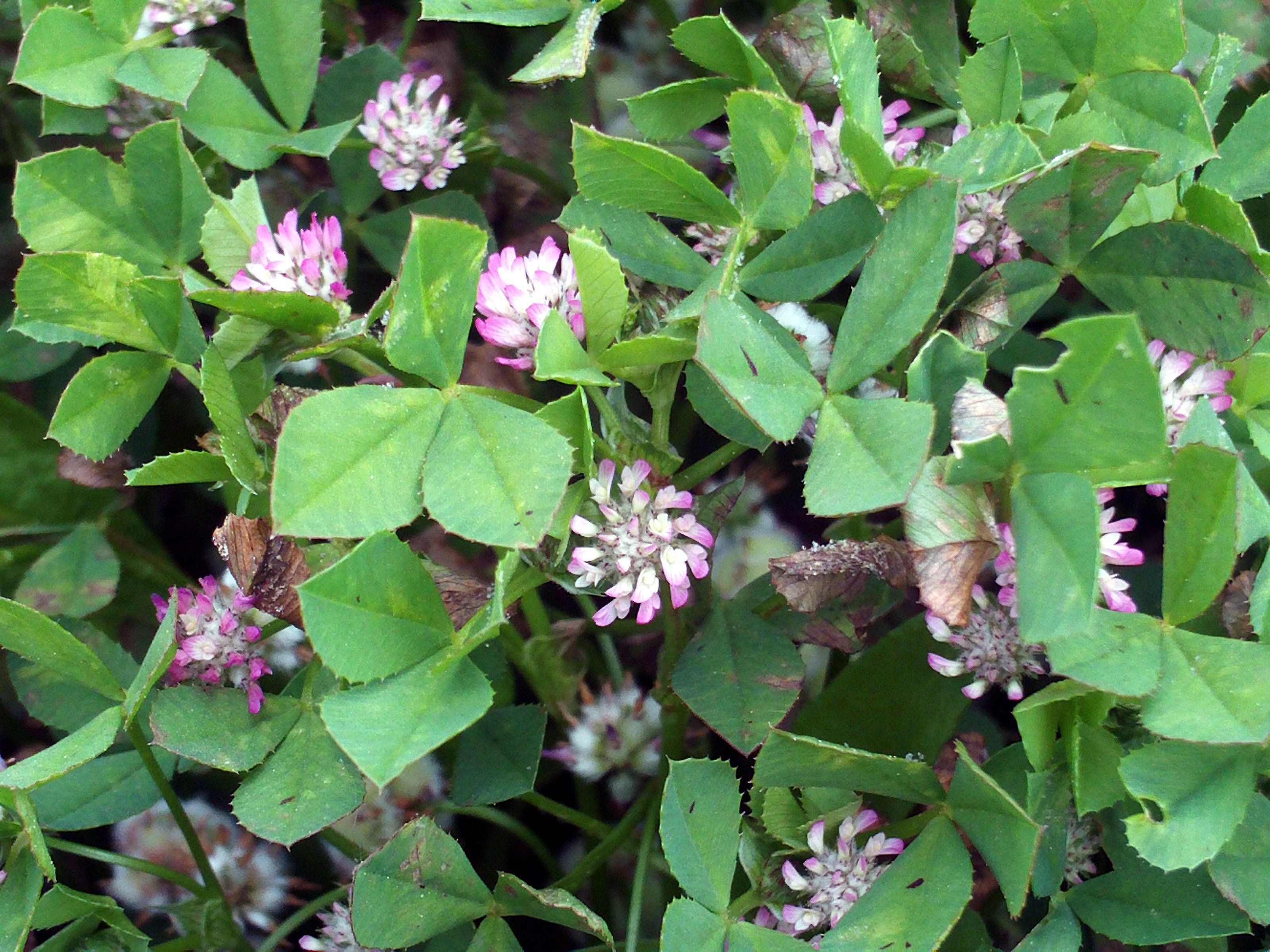
Vista de la planta

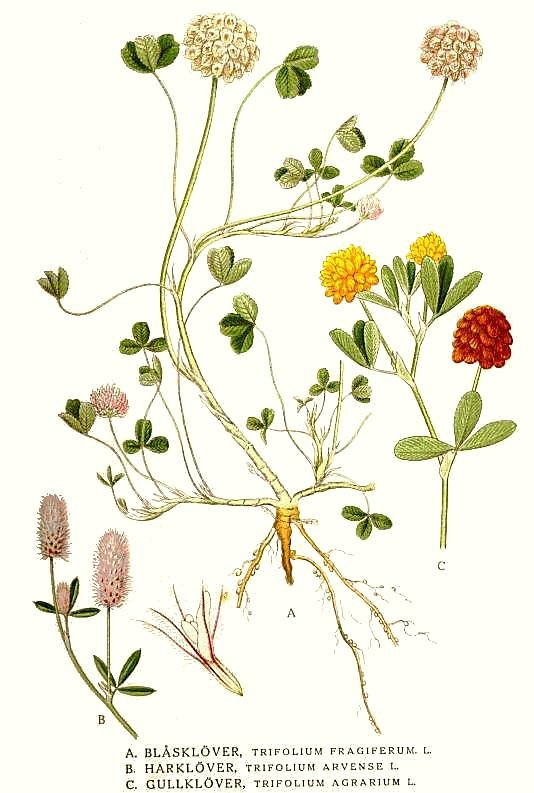
Ilustración

## Descripción
Leguminosa perenne con un crecimiento mediante estolones, con tallos hasta 45 cm que enraízan en los nudos. Tiene hojas alternas, estipuladas y pecioladas formadas por tres foliolos con un tamaño hasta de 27 x 16 mm, de obovados a elípticos. Las inflorescencias son capítulos de 10-16 mm de diámetro en la floración, con forma globosa o elipsoide. Estas inflorescencias son pedunculadas, con brácteas soldadas a la base y un número de flores de  30-60 por inflorescencia. El cáliz es densamente piloso y se hincha en la madurez, lo que le da un aspecto globoso. La corola es rosada con el estandarte libre. El fruto es una legumbre, sentada e indehiscente con 1-2 semillas por fruto. Las semillas tienen una longitud de 1,1-1,7 mm y 1,0-1,2 mm de ancho, el color de esta es mayoritariamente amarillento-verdoso con manchas o puntos de color violeta oscuro. Tiene una raíz principal profunda. La polinización es cruzada y favorecida por los insectos. Es necesaria la vernalización para que el desarrollo de la floración se de con éxito. 

## Requerimientos ambientales

### Necesidades de agua
Puede adaptarse tanto a secanos frescos como a regadíos, con precipitación superior a 800 mm y veranos no extremadamente secos.

### Suelo
Es una leguminosa muy bien adaptada a suelos mal drenados, soportando niveles altos de encharcamiento. Se adapta a una gran gama de suelos, desde arenosos hasta arcillosos y pH oscilando entre 5,5 – 8,5, sin embargo está más adaptada a suelos neutros o alcalinos de alto contenido en carbonatos. Necesitan una nutrición buena en fósforo y potasio. Es tolerante a la salinidad, no tolera el sombreo y prefiere suelos salinos, profundos, arcillosos y compactos.

## Distribución y zonas de cultivo
Se trata de una especie que se cultiva en diferentes áreas del planeta, originaria del área mediterránea, presente en casi toda la península ibérica y Baleares. Preferentemente se encuentra en las zonas de la región templado húmeda. Se ha ensayado con éxito en las marismas del Guadalquivir y en zonas bajas y salinas del Alto Ebro. Necesita humedad en el suelo y se localiza en orillas de ríos, bordes de lagunas y charcas salobres. Habita sobre todo en altitudes bajas aunque se han encontrado ejemplares entre 0-1500 m de altitud.

## Interés y aprovechamiento forrajero
El trébol fresa se utiliza en producción de forraje y también para el pastoreo a diente en mezcla con gramíneas, a las cuales suministra grandes cantidades de nitrógeno. Produce un pasto escaso pero de muy alta palatabilidad, con una buena calidad nutritiva y una gran cantidad de proteína. No se realiza una siembra exclusivamente de trébol ya que da lugar a un forraje desequilibrado y con peligro de meteorismos en rumiantes. Una vez instalado es muy resistente al pastoreo y al pisoteo de ganado. 
La siembra se realiza en asociación con gramíneas como la festuca principalmente, obteniéndose rendimientos aproximados de 10 t/ha de materia seca en regadíos de las zonas centro y sur de España. 

## Variedades
Palestine: seleccionada en Australia a partir de material recogido cerca del Mar Muerto (Israel), es la variedad más utilizada hoy en día. El crecimiento es mayor en otoño e invierno que en las épocas de primavera y verano. Tiene una buena palatabilidad y soporta perfectamente el pastoreo intenso. Es más temprana que la variedad O’Connors y más productiva. Su establecimiento se suele hacer con unos 3-6 kg/ha de semilla cuando se siembra en asociación con gramíneas teniendo un crecimiento lento en el primer invierno.
O’Connors: También de origen australiano, es muy similar morfológicamente al cultivar Palestine salvo en los peciolos que son más finos y rastreros. También presentan un crecimiento más lateral, por lo que forma un césped denso rápidamente. La producción total es menor que el Palestine, floreciendo algo más tarde.
Shearmans: Se trata de una variedad más antigua que las anteriores, seleccionada también en Australia y hoy en día escasamente es utilizada. Las características son similares a las de la variedad Palestine.

## Taxonomía
Trifolium fragiferum fue descrita por Carlos Linneo y publicado en Species Plantarum 2: 772. 1753.
Citología
Número de cromosomas de Trifolium fragiferum (Fam. Leguminosae) y táxones infraespecíficos: 2n=16
Etimología
Trifolium: nombre genérico derivado del latín que significa "con tres hojas".
fragiferum: epíteto latino que significa "que lleva fresa".
Sinonimia
- Amoria fragifera (L.) Roskov
- Galearia fragifera (L.) C.Presl
- Galearia fragifera Bobrov

subsp. bonannii (C.Presl) Sojak
- Amoria bonannii (C.Presl) Roskov
- Galearia bonannii (C.Presl) C.Presl
- Trifolium neglectum C.A.Mey.[5]

## Nombre común
Fresa de burro, trifolio fresero, trébol, trébol bravo, trébol de fresa, trébol fresa, trébol fresero, trébol frutilla, trébol silvestre.